# Metallolophia subradiata
Metallolophia subradiata là một loài bướm đêm trong họ Geometridae.